# Liste der Auslandsvertretungen Kameruns

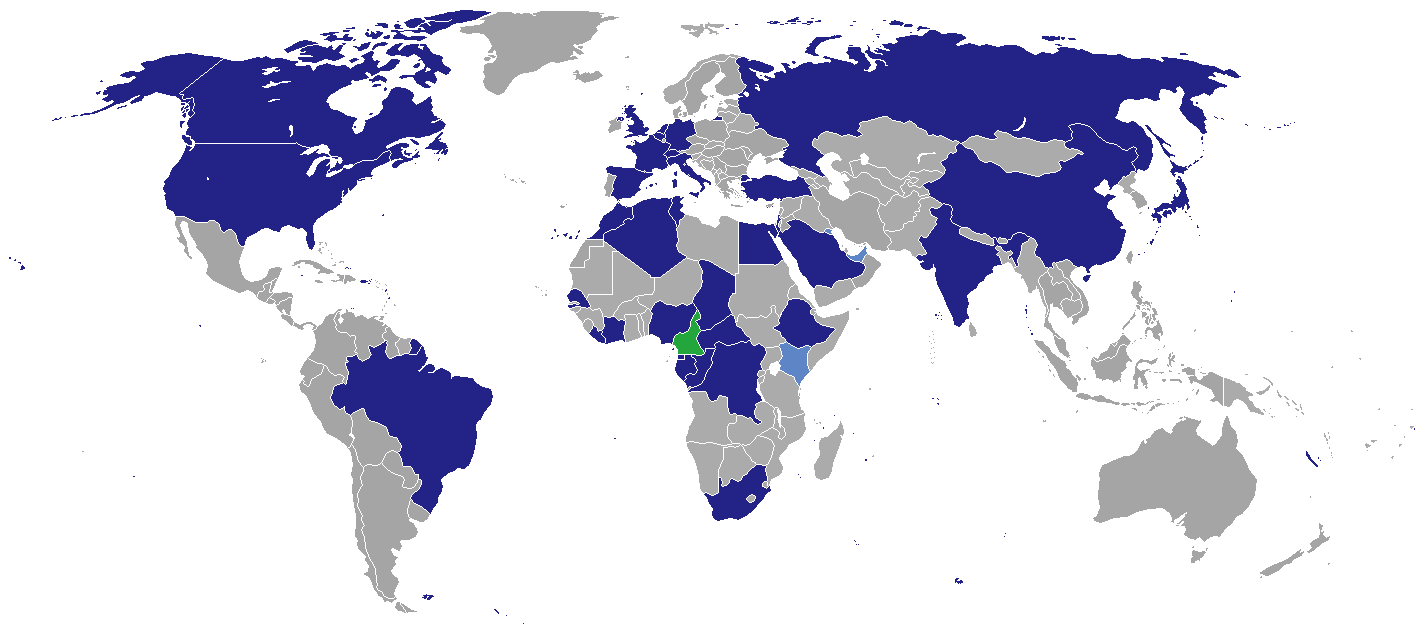
Standorte der diplomatischen Vertretungen Kameruns

Dies ist eine Liste der diplomatischen und konsularischen Vertretungen Kameruns.

## Diplomatische und konsularische Vertretungen

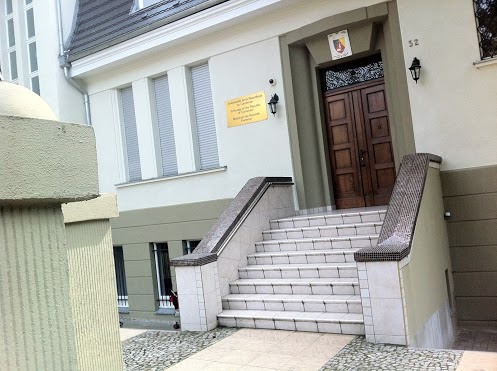
Kamerunische Botschaft in Berlin

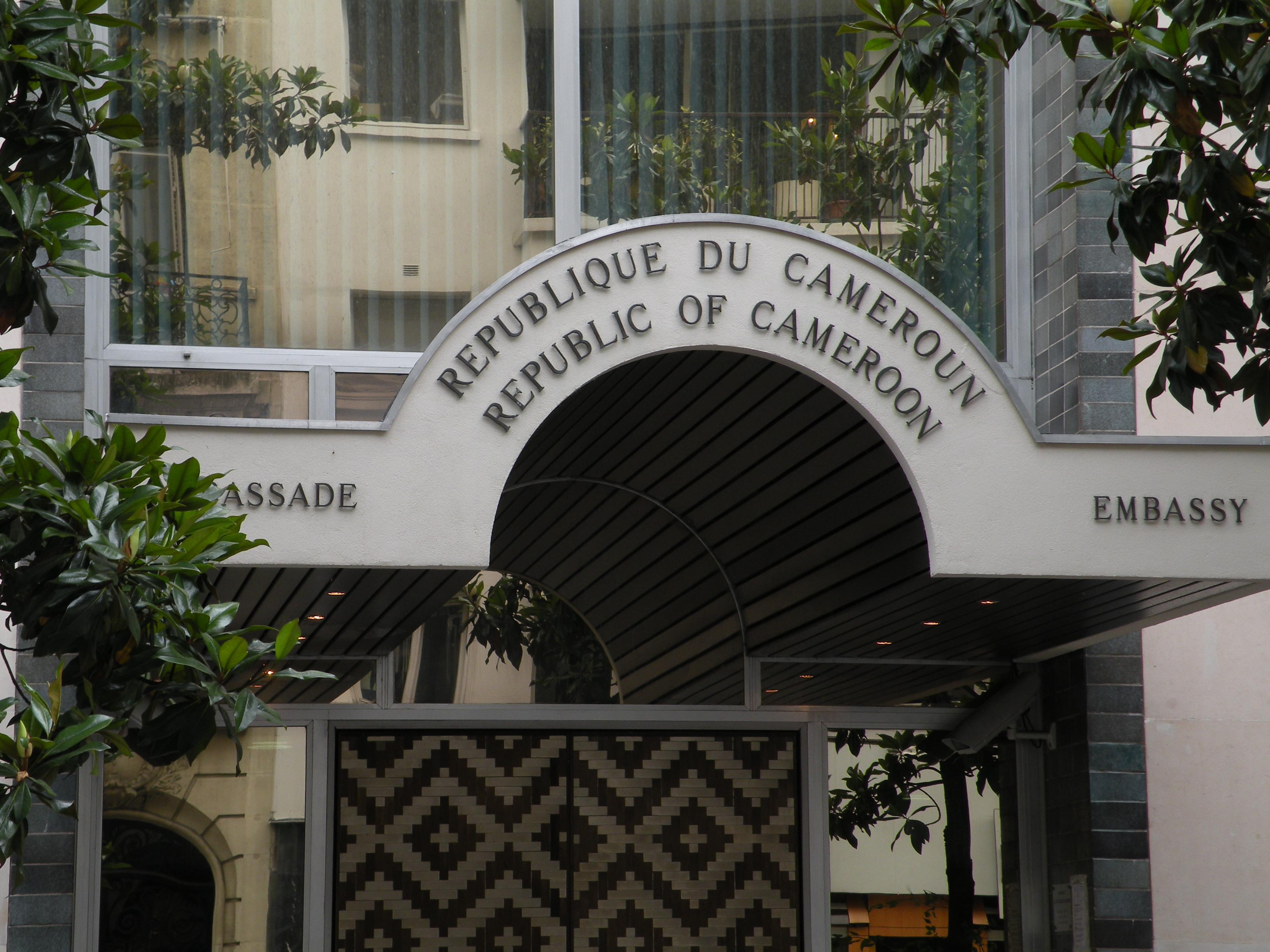
Kamerunische Botschaft in Paris

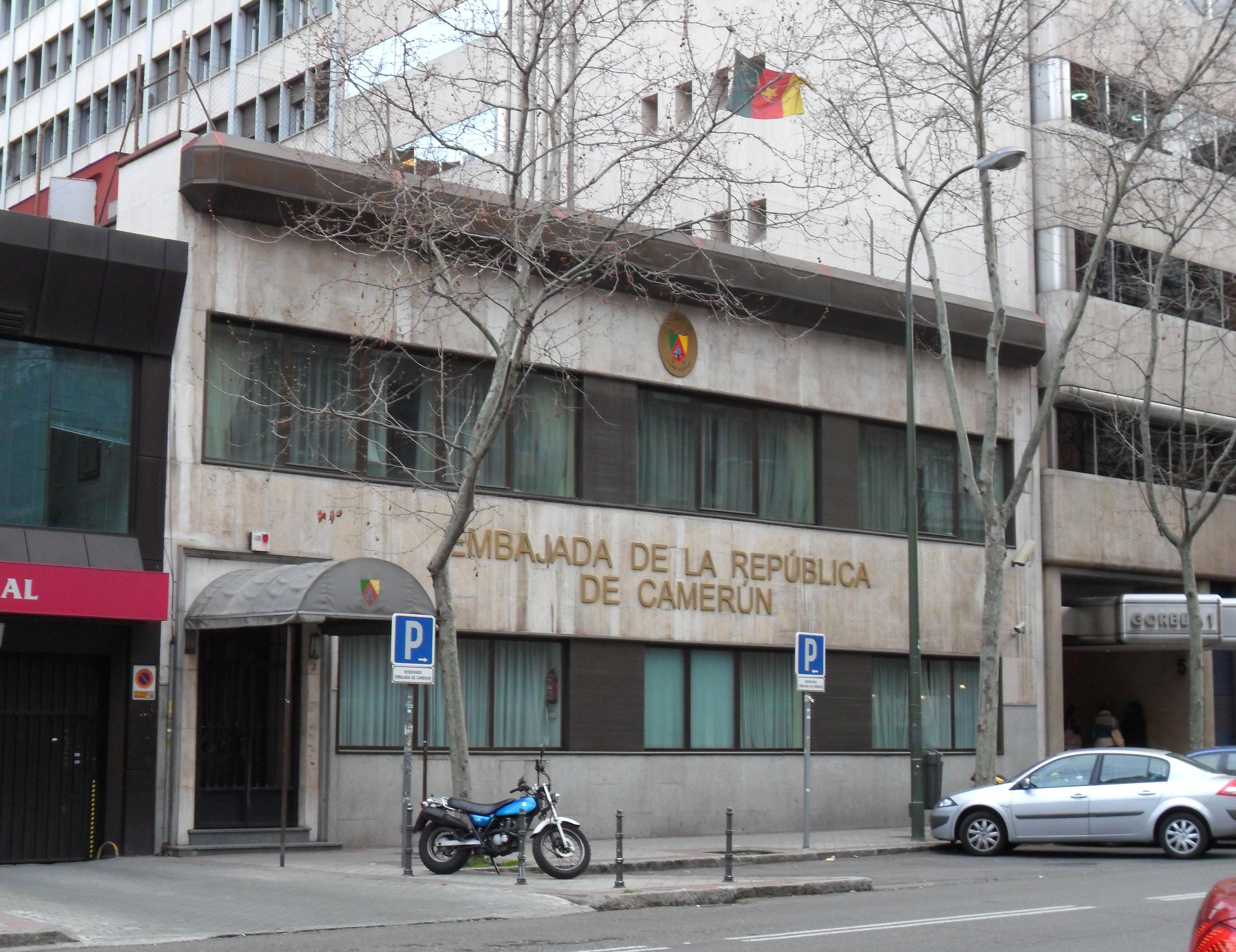
Kamerunische Botschaft in Madrid

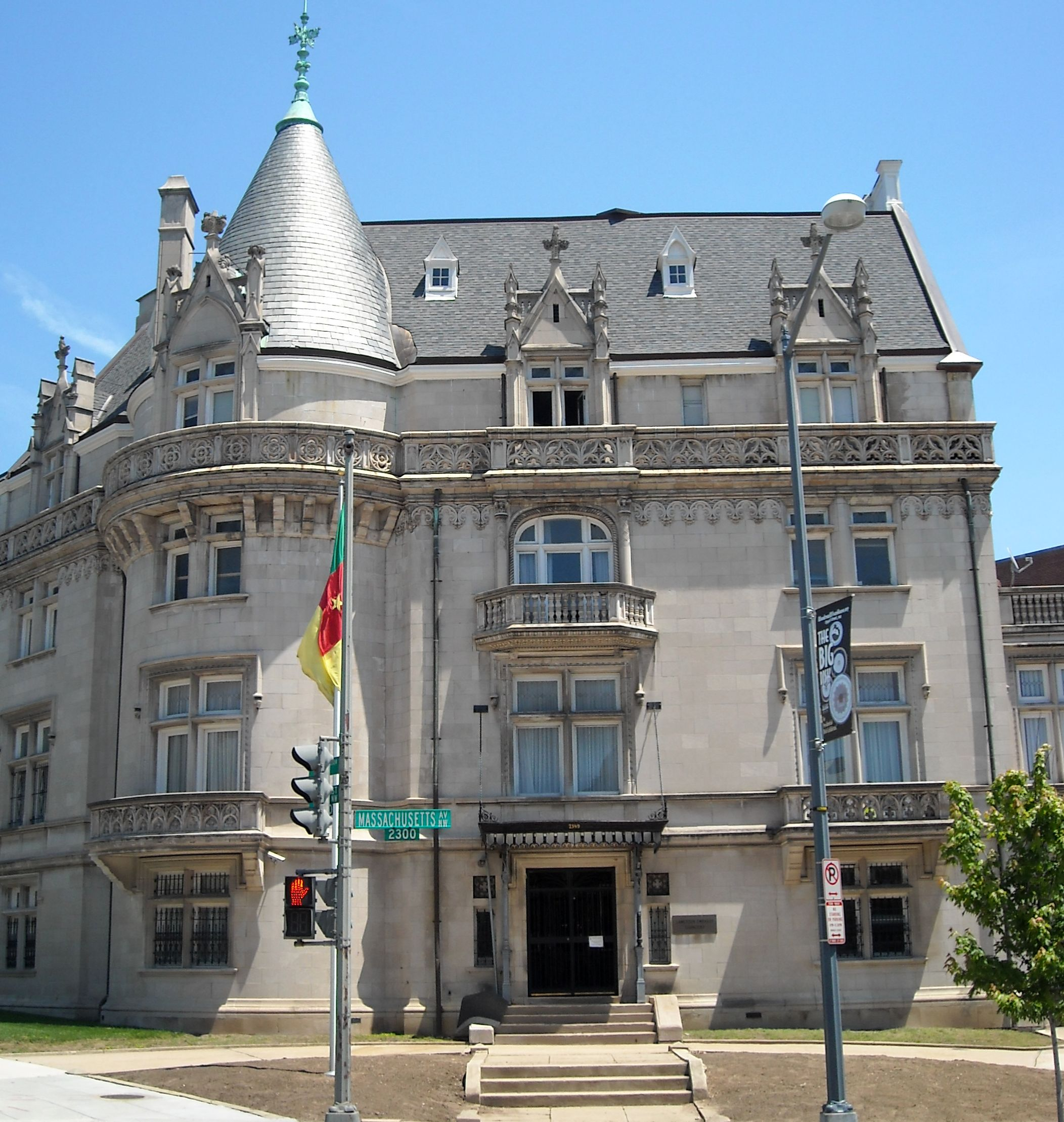
Kamerunische Botschaft in Washington, D.C.

### Afrika
| - Ägypten: Kairo, Botschaft - Algerien: Algier, Botschaft - Äthiopien: Addis Abeba, Botschaft - Äquatorialguinea: Malabo, Botschaft - Äquatorialguinea: Bata, Konsulat - Demokratische Republik Kongo: Kinshasa, Botschaft - Elfenbeinküste: Abidjan, Botschaft - Gabun: Libreville, Botschaft - Kongo: Brazzaville, Botschaft - Liberia: Monrovia, Botschaft | - Marokko: Rabat, Botschaft - Nigeria: Abuja, Hohe Kommission - Nigeria: Calabar, Konsulat - Senegal: Dakar, Botschaft - Südafrika: Pretoria, Hohe Kommission - Tschad: N’Djamena, Botschaft - Tunesien: Tunis, Botschaft - Zentralafrikanische Republik: Bangui, Botschaft - Zentralafrikanische Republik: Bouar, Konsulat |

### Amerika
- Brasilien: Brasília, Botschaft
- Kanada: Ottawa, Hohe Kommission
- Vereinigte Staaten: Washington, D.C., Botschaft

### Asien
| - Volksrepublik China: Peking, Botschaft - Israel: Tel Aviv, Botschaft - Japan: Tokio, Botschaft | - Saudi-Arabien: Riad, Botschaft - Saudi-Arabien: Dschidda, Generalkonsulat |

### Europa
| - Belgien: Brüssel, Botschaft - Deutschland: Berlin, Botschaft - Frankreich: Paris, Botschaft - Frankreich: Marseille, Konsulat - Italien: Rom, Botschaft | - Niederlande: Den Haag, Botschaft - Russland: Moskau, Botschaft - Schweiz: Bern, Botschaft - Spanien: Madrid, Botschaft - Vereinigtes Königreich: London, Hohe Kommission |

## Vertretungen bei internationalen Organisationen
- Vereinte Nationen: New York, Ständige Delegation
- Vereinte Nationen: Genf, Delegation
- Europäische Union: Brüssel, Delegation
- UNESCO: Paris, Ständige Mission
- FAO: Rom, Ständige Mission
- Heiliger Stuhl: Vatikanstadt, Botschaft